# Aðalsteinn
Aðalsteinn ist ein männlicher Vorname.

## Herkunft und Bedeutung
Aðalsteinn ist ein isländischer und altnordischer Vorname. Der Name ist altnordische Form des altenglischen Namens Æðelstán, einer Zusammensetzung aus ADAL (mit der Bedeutung „adlig, edel“) und STEIN (mit der Bedeutung Stein, im Sinne von hart, stark, unverletzbar).
Der Name Aðalsteinn gehörte 2012 zu den 92 beliebtesten Namen in Island.

## Namensträger
- Aðalsteinn Aðalsteinsson (* 1962), isländischer Fußballspieler
- Aðalsteinn Eyjólfsson (* 1977), isländischer Handballtrainer und ehemaliger Handballspieler
- Steinn Steinarr (eigentlich Aðalsteinn Kristmundsson; 1908–1958), isländischer Lyriker